# Javier Ojeda
Francisco Javier Ojeda Martos (Málaga, 29 de mayo de 1964) es un cantante, músico y compositor español. Su estilo vocal se caracteriza por lo arrebatado de su puesta en escena. 

## Biografía
Nacido en el seno de una familia de clase media, Ojeda comenzó a estudiar Filología Inglesa antes de iniciar su carrera musical. En 1982 se suma a la banda de rock Danza Invisible, un grupo de amigos y conocidos con base en Torremolinos en el que toma el papel de vocalista al principio y posteriormente también como uno de los compositores principales. La banda consiguió reconocimiento nacional de inmediato con la publicación de sus primeros trabajos en 1982 y 1983, en los que ya se mostraba el interés del cantante por explorar diferentes géneros musicales. Con su segundo disco, Maratón (1985), se acabó de perfilar un sonido único y una presencia en directo que proyectaría a Ojeda como icono cultural de La Movida. En los siguientes años, Danza Invisible publicó una trilogía de álbumes consistente en Música De Contrabando (1986), A Tu Alcance (1988) y Catalina (1990) que acabaron de apuntalar su prestigio a nivel internacional y a asentar la figura de su frontman como animal de escena.
Ojeda comenzó su carrera en solitario en 1999 siendo todavía componente de Danza Invisible, mostrando un planteamiento de músico contemporáneo que no hacía ascos a reinterpretar material ajeno y suponiendo un cambio drástico en su singladura anterior. Muchas de estas ideas se plasmarían posteriormente en discos como Tía Lucía (este firmado con Danza Invisible) o Reversos, que reflejaban estas experiencias previas que el cantante había presentado en directo a modo de crooner.
Tras la publicación de En Equilibrio en 1998, que siginificaría el último disco de oro de la banda, Ojeda antepone su carrera personal a su trabajo con Danza, aunque seguiría publicando singles como Un Trabajo Muy Duro (1999) o Pero Ahora... (2000) y el álbum Efectos Personales en el 2000 aún bajo el paraguas del grupo. Combinando sus ventas como solista con las de Danza Invisible nos encontramos con que Ojeda ha vendido más de 800.000 discos.
Además de ser un compositor prolífico, Ojeda ha grabado muchas versiones de canciones de otros artistas, incluyendo clásicos del continente americano -norte y sur- de los años 50 y 80, en discos como Tía Lucía (2010), Reversos (2012), Barrio De La Paz Acto 1 (2014) y Dias De Vino Y Cosas (2018). En 2019 fue distinguido como Hijo Adoptivo de la Ciudad de Jerez, y en febrero de 2024 ha recibido la Medalla de las Artes de Andalucía junto a Danza Invisible.

## Primeros años
Nacido en Málaga, Andalucía, España, proveniente de una familia de clase media (su padre, José Ojeda, era un comerciante del gremio del calzado), destacó como estudiante de primaria y secundaria en los colegios Rosario Moreno y Los Olivos, aunque nada hacía presagiar su trayectoria posterior. Ojeda estudió más tarde Filología Inglesa en la Universidad de Málaga, aunque su auténtica vocación era la de periodista. Durante estos años comienza a frecuentar los ambientes musicales de su ciudad y hace amistad con Ricardo Texidó y Francisco Conde, fundadores de las bandas Sociedad Anónima y Cámara a las que él sigue como aficionado y eventual colaborador.
Esos años de formación serán vitales para la carrera de este músico melómano especialista en versiones ajenas del más variado pelaje.

## Carrera

### Danza Invisible (1982-2000)

Ojeda tocando con Danza Invisible en una sala mexicana en 1996.

Ojeda entra en Danza Invisible en febrero de 1982, cuando la banda ya llevaba unos seis meses funcionando. Eran un grupo de amigos y conocidos formados alrededor de Ricardo Texidó, que se alió con el bajista Chris Navas y el guitarrista Manolo Rubio, antiguos componentes de la banda Adrenalina. Poco tiempo antes de su entrada la formación se había ampliado con la entrada del guitarrista Antonio Luis Gil, el más veterano y experimentado del grupo. Esta sería la formación que grabase los primeros discos del conjunto.
Los dos primeros maxis y el LP "Contacto Interior" no tuvieron el éxito esperado, pero sí asentaron a la banda como referentes de primer orden en la recién nacida new wave española. El primer éxito de Danza Invisible fue "Al Amanecer", que apareció en varios programas de TV, y en estos primeros discos el vocalista ya aparece como cocompositor con el resto de la banda dando respaldo sonoro a sus interpretaciones; los primeros maxis muestran una gran variedad de estilos musicales, lo que será su marca distintiva en el futuro, siendo Maratón (1985) un trabajo ya más personal y maduro en todos los aspectos.
Ojeda conoció al fotógrafo Carlos Canal ("un fotógrafo singular que ha explorado distintas facetas del lenguaje fotográfico y de la vida con una curiosidad y ánimo de experimentación permanentes a lo largo de su vivencia como creador, docente y médico") a comienzos de los 80 en una fiesta por el distrito malagueño de Pedregalejo, y al poco tiempo lo reclutó junto a otros artistas como el pintor Diego Santos para trabajar en la portada de Maratón y las fotos de promoción para futuros trabajos. El estilo de ese y otros discos posteriores llamaron poderosamente la atención en el mundo artístico y desde entonces el cantante intervendría habitualmente en la elección de varias de las portadas.

Ojeda iniciaría una carrera en solitario paralela desde el 1999, realizando inicialmente versiones de viejos clásicos que posteriormente iría esparciendo en discos como "Tía Lucía" (2010) o "Reversos" (2011), ambos beneficiados de reconocimiento crítico. Pero mucho antes ya había grabado para Danza Invisible piezas ajenas en las que se descubrió como un pionero al reivindicar géneros entonces olvidados o denostados como el soul o la canción latinoamericana. 
Danza Invisible están ya a punto de lograr la posición que les acompañará siempre: no ser un grupo de moda (que son los que suelen pasar de moda), sino ser un grupo constante como un metrónomo, con una audiencia fiel e intergeneracional.

(Antonio de La Rosa en las notas interiores del recopilatorio Grandes Éxitos, 1999)
Los primeros años fueron extraordinariamente prolíficos y la década de los 80 vio como se publicaban 5 álbumes y dos maxisencillos de la banda. El tercer álbum de Danza Invisible, Música De Contrabando (1986), significó el asentamiento de Rodrigo Rosado como colaborador en las letras en detrimento del batería Ricardo Texidó, que había asumido este papel en los inicios del grupo. Música De Contrabando fue el primer éxito importante del conjunto, y sus presentaciones en directo fueron de las que hicieron historia con un Ojeda desatado, histérico pero a la vez elegante. Manolo Bellido en Una Historia del Pop Malagueño 1960-2010 manifiesta: "Música de Contrabando cambia algo el tipo de composición, los saca del callejón sin salida en el que se habían metido. Se proponen, y lo logran, mostrar en él algunos de los descubrimientos sonoros que están haciendo: el soul, el funky, cualquier manifestación de la black music." Después de la extenuante gira de conciertos de Catalina, su quinto álbum de estudio, que incluía su celebradísima versión de Yolanda, la mítica canción del cantautor cubano Pablo Milanés, Danza Invisible tiene un cese de actividades temporal y a partir de entonces Ojeda se hace mayormente responsable de aportar material nuevo ayudado mayormente por las partituras de Antonio Gil. En este periodo se publica "Bazar" (1992), que le sigue manteniendo en lo más alto de las listas de ventas, aunque supone un sensible bajón respecto al disco anterior, y el cantante irá acumulando material que vería la luz varios años más tarde en discos como Reversos (2012) o Barrio De La Paz Acto 1 (2014).
Danza Invisible regresa a su antiguo método de composición (todos juntos trabajando codo con codo en el local) en 1993, quedándose Ojeda, Gil, Navas y Rubio ya como miembros fijos tras la salida de Texidó en 1994. La banda grabó "Clima Raro" (1993) "Por ahora" (1996), y "En Equilibrio" (1998), volviendo a encaramarse en lo más alto de las listas de radio. En Equilibrio en concreto se convierte en su último álbum en ser Disco de oro, amparado por un videoclip muy cosmopolita filmado en las calles de Nueva York. Después de 18 años extenuantes de giras ininterrumpidas Ojeda comienza a desarrollar su carrera de solista con el cambio de siglo, buscando volver a capturar la magia de los recintos pequeños y la excitación de presentar material nuevo. Danza Invisible seguirá funcionando como grupo de directo, no obstante sus grabaciones serán ya mucho más espaciadas.

### Solo y con Danza Invisible (2000-2020)
Ojeda graba en solitario una serie de maquetas apoyado en el músico Agustín Ansorena, pero aparca temporalmente el proyecto para lanzar Efectos Personales (2000) todavía a nombre de Danza Invisible, álbum que significó una gran decepción al ser un significativo bajón de ventas, en parte propiciado porque algunas de las canciones destinadas a este disco, como "Un Trabajo Muy Duro", se habían publicado antes en el recopilatorio Grandes Éxitos / Un Trabajo Muy Duro (1999), algo que el vocalista siempre consideró un grave error. Sin síntomas de desfallecimiento continuó grabando y tras este traspiés se dispuso a preparar el primer disco bajo su nombre en 2002, tras haber estado girando acompañado de una banda a la que llamó El Tercer Mundo. Finalmente el proyecto quedó inconcluso al preferir la discográfica Warner que el disco proyectado se hiciese bajo el nombre de Danza Invisible, por lo que Ojeda utilizó buena parte de ese material para Pura Danza, finalmente publicado en 2003.
Tras la exitosa gira subsiguiente vuelve a trabajar en solitario apoyándose en la dirección musical de Isaac Aguilera, con quien maquetará hasta 20 canciones que acabarán figurando en posteriores grabaciones. El proceso compositivo continúa y allá por 2005 graba una última sucesión de temas con Miguel Paredes, a quien había conocido tras su famosísima colaboración con el grupo Efecto Mariposa en No me crees. No fue este el primero de los dúos del cantante en alcanzar la cima de las emisoras de radio, pero a partir de entonces ha sido requerido en innumerables ocasiones para participar en duetos de todo pelaje a los que aporta su peculiar timbre vocal. Después de la edición de Polo Sur (2006) Ojeda gira sin cesar en todo tipo de formatos sin dejar sus conciertos junto a Danza Invisible, desarrollando una interesantísima faceta de escritor con una exhaustiva historia del pop malagueño y comunicador en directo que le ayudará muchísimo en el futuro para gestionar eventos colectivos como "Hijos de Torremolinos / Tributo a Los Íberos" o "Las canciones de Marisol / Homenaje a Pepa Flores", por no hablar de la presentación músico-teatral de Barrio de La Paz Acto 1, un triple salto mortal para el que se apoyó en el trío de actrices Caramala. El subtítulo de Acto 1 para este disco ya hizo suponer que la continuación estaba en marcha, de hecho durante esa semana de espectáculos en el Teatro Echegaray de Málaga se anticiparon temas de un hipotético Acto 2 que finalmente acabó denominándose "Barrio La Paz Actos 2 & 3", combinando también los temas originales con las versiones y otra vez bajo la atenta batuta en la producción de Miguel Paredes.
En 2018, Ojeda graba los EP's "Soledades Escogidas" y "Días de vino y cosas", este último una colección de canciones de los 50. 

### 40.º Aniversario  y solo (2020-hasta la fecha)
Tras la pandemia Ojeda, Gil, Navas y Rubio vuelven a retomar la actividad en directo y realizan un sinfín de actuaciones amparados al reclamo del 40.º aniversario de la banda y el estreno del documental "A este lado de la carretera", dirigido por José Antonio Hergueta y Regina Álvarez, aunque no graban material nuevo alguno conjunto. Ojeda sí que había regresado previamente con su siguiente álbum de estudio llamado DeCantando, grabado durante el año de la pandemia, que contiene un par de canciones coescritas con Antonio L. Gil de Danza Invisible y en el que también interviene Manolo Rubio en uno de los cortes. Este disco es nuevamente una mezcla de composiciones originales y versiones, algo a lo que el cantante nos tiene acostumbrados desde la publicación de Barrio De La Paz Acto 1 en 2014, y también incluye un tema producido por Paco Loco, con el que pretende volver a trabajar en el futuro. Tras un extenuante año 2022, el vocalista decide concentrarse a partir de entonces en su propia carrera como solista, anunciando una separación temporal de sus actividades con Danza Invisible.
En diciembre de ese mismo año de 2022 presenta su disco "Los Castillos Del Mar", grabado en directo el año anterior durante la pandemia, y sorprende al publicar apenas seis meses después "Más De 2000 Noches Sin Dormir", un nuevo álbum también en directo con el que culmina un ciclo de revisión de su propio material. En noviembre de 2023 se confirma la separación definitiva de Danza Invisible en una rueda de prensa con los cuatro componentes (Ojeda, Gil, Navas y Rubio) en la que a la vez presentan su gira de despedidapara  el primer semestre de 2024. Justo antes del inicio de este último tour reciben la Medalla de Andalucía de las Artes como colofón a una trayectoria ejemplar, y apenás dos meses despueés el vocalista se descuelga con un peculiar recopilatorio de "canciones de amor, desamor, o cuya letra contenga la palabra amor" irónicamente titulado POLIAMOR (2024). Para finales de 2025 anuncia un nuevo disco del que aún se desconocen datos, salvo que está trabajando con distintos productores. 

## Vida privada
Ojeda se ha distinguido a lo largo de toda su carrera por ser un celoso guardián de su vida privada. Unido sentimentalmente a Gema Payá desde finales de los 80, nunca ha sido partidario de dar demasiados detalles sobre su intimidad. La pareja sigue residiendo en Málaga y tienen dos hijos juntos, Javier y Pablo Miguel, el más pequeño, que colaboró con su voz en el tema "Apasionado", de "Barrio La Paz Actos 2 & 3"  y en 2022 ha iniciado su carrera artística bajo el nombre de Jassy Ojeda.

### Estilo e influencia
El estilo vocal de Javier Ojeda es sin duda único y tremendamente personal, con un timbre fácilmente reconocible. Según el mismo Bunbury reconoce, él fue uno de los iconos vocales en los comienzos de su carrera al frente de Héroes del Silencio. "La actitud de su voz expresionista y acróbata sin red, su pasión y la cualidad felina de su oído, le bastan para con una batería, un teclado, dos guitarras y un equipo de percusión armar la barrica de trasiego y fermentación en cuyo interior se remonta la letra de John Mercer en la película de Blake Edwards: «Dame una copa y música para olvidar»", afirma en 2018 el escritor Guillermo Busutil. En su ciclo celebrado en La Térmica de Málaga "Rango vocal" el periodista Héctor Márquez lo presenta como "una de las voces más importantes de su generación, Ojeda es un caso de Rango Vocal físico y metafórico espectacular. Es escritor, comunicador, promotor de conciertos, emblema, además de músico."

### Política
En las elecciones municipales de 2003 muestra públicamente su apoyo a la candidatura de Los Verdes en Torremolinos, cosa que le hizo ser vetado en el municipio durante los siguientes 12 años de mandato del polémico alcalde Pedro Fernández Montes. Aun así, hace énfasis en que esto no es algo normal en él y que no se considera en absoluto un tipo "partidista". La vuelta de Javier Ojeda y Danza Invisible a los escenarios de Torremolinos se saldó con un rotundo éxito que ya ha pasado a la historia de la población que los vio nacer. El bautizado como "concierto de la libertad sin ira" influirá incluso en la nueva nomenclatura de una de sus calles, que pasa a llamarse "Avenida de la Libertad". Danza Invisible ya tenía una calle bajo su nombre en el municipio desde 1994.

## Otros medios
En 2010 se publica el libro "Una historia del pop malagueño 1960-2009", escrito por Javier Ojeda. En éste hace un recorrido exhaustivo por los 50 años de música pop en su ciudad natal, citando a los 500 artistas malagueños más representativos de esas 5 décadas y realizando un gran trabajo de documentación a través de entrevistas, fotos y reseñas.
En 2012 Ojeda interviene haciendo un pequeño cameo como actor en el cortometraje Una tarde en Dino's, dirigido por Fernando Castillo, en 2013 hace lo mismo en Objetivo Violeta de Enrique García. En 2014 se proyectó 321 días en Míchigan, film también dirigido por Enrique García en el que aparte de hacer un pequeño papel se encarga de la coordinación de la banda sonora, incluyendo su canción Soy cobarde a dúo con Celia Flores, hija de la mítica Marisol. En 2016, 2017, 2021 y 2022 se ha encargado de la coordinación y organización del espectáculo Torremolinos Funky Town, que ha llevado a la localidad malagueña a mitos de la disco music de los 70 como George McCrae, Pino D'Angió o Madeline Bell. En 2019 fue también uno de los promotores del Festival Costa del Soul que ha llevado a grandes figuras del soul, una de sus pasiones confesas, a varias poblaciones del litoral malagueño, y desde 2022 forma parte del equipo del Fulanita Fest de Fuengirola, primer festival de orientación LGTBI femenina de Andalucía.

## Discografía (parcial)
- 1984-1989 (1989, con Danza Invisible)
- Bazar (1992, con Danza Invisible)
- Efectos Personales (2000, con Danza Invisible)
- Pura Danza (2003, con Danza Invisible)
- Polo Sur  (2006)
- Tía Lucía (2010, con Danza Invisible)
- Reversos (2012)
- Barrio De La Paz Acto 1 (2014)
- Barrio La Paz Actos 2 & 3 (2016)
- Soledades Escogidas / Días De Vino Y Cosas (2018)
- El vaivén de las olas. Lo mejor de 2000-2019 (2019)
- DeCantando (2021)
- Los Castillos Del Mar (2022)
- Más De 2000 Noches Sin Dormir (2023)
- POLIAMOR (2024)